# Signehög och Norrmannebo
Signehög och Norrmannebo är sedan 2015 en av SCB avgränsad och namnsatt tätort på gränsen mellan Kungälvs och Lilla Edets kommun. Den omfattar bebyggelse i orterna Signehög och Norrmannebo belägna nära Göta älv, knappt två mil nordost om Kungälv. 

## Befolkningsutveckling
| Befolkningsutvecklingen i Signehög och Norrmannebo 2015–2020                         | Befolkningsutvecklingen i Signehög och Norrmannebo 2015–2020 | Befolkningsutvecklingen i Signehög och Norrmannebo 2015–2020 | Befolkningsutvecklingen i Signehög och Norrmannebo 2015–2020 | Befolkningsutvecklingen i Signehög och Norrmannebo 2015–2020 |
| ------------------------------------------------------------------------------------ | ------------------------------------------------------------ | ------------------------------------------------------------ | ------------------------------------------------------------ | ------------------------------------------------------------ |
|                                                                                      |                                                              |                                                              |                                                              |                                                              |
| År                                                                                   |                                                              |                                                              | Folkmängd                                                    | Areal (ha)                                                   |
| 2015                                                                                 | 2015                                                         |                                                              | 239                                                          | 96                                                           |
| 2018                                                                                 | 2018                                                         |                                                              | 242                                                          | 96                                                           |
| 2020                                                                                 | 2020                                                         |                                                              | 255                                                          | 97                                                           |
| Anm.: Ny tätort 2015, var tidigare en småort som 2010 hade 151 invånare på 54 hektar |                                                              |                                                              |                                                              |                                                              |